# コーリー・サリバン
コーリー・サリバン（Cory Sullivan, 1979年8月20日 - ）は、アメリカ合衆国オクラホマ州タルサ出身の元プロ野球選手（外野手）。左投左打。

## 経歴
2001年のMLBドラフトでコロラド・ロッキーズからドラフト7巡目（全体214位）で指名され契約。
2005年4月4日にメジャーデビューを果たし、中堅手のレギュラーに定着。139試合に出場し、打率.294という数字を残した。
2006年4月9日のサンディエゴ・パドレス戦の5回表に、メジャー史上11人目の1イニング2三塁打を記録。1本目はジェイク・ピービーから、2本目は朴賛浩から打った。メジャーで55年ぶり、ナショナルリーグでは80年ぶりという珍しい記録だった。
2007年は中堅手のレギュラーをウィリー・タベラスに奪われ、72試合の出場にとどまった。
2008年は更に出場機会が減り、わずか18試合の出場にとどまり、オフの10月1日にFAとなった。
2009年1月20日にニューヨーク・メッツと契約した。64試合に出場したが、オフの12月12日にFAとなった。
2010年1月20日にヒューストン・アストロズとマイナー契約を結び、スプリングトレーニングに招待選手として参加することになった。4月3日にメジャー契約を結びアクティブ・ロースター入りし、控えとして57試合に出場したが、打率.188、0本塁打、4打点という成績に終わり、6月22日にDFAとなり、23日に自由契約となった。
2011年2月11日にフィラデルフィア・フィリーズとマイナー契約を結んだ。5月28日に自由契約となった。
2011年12月13日にロサンゼルス・ドジャースとマイナー契約を結び、2012年のスプリングトレーニングに招待選手として参加したが、開幕前の3月29日に自由契約となった。以後はいずれの球団にも所属せず、この年限りで現役を引退した。

## 選手としての特徴
俊足で、高打率を期待できるため、先頭打者として起用されることが多かった。

## 詳細情報

### 年度別打撃成績
| 年 度     | 球 団     | 試 合 | 打 席 | 打 数 | 得 点 | 安 打 | 二 塁 打 | 三 塁 打 | 本 塁 打 | 塁 打 | 打 点 | 盗 塁 | 盗 塁 死 | 犠 打 | 犠 飛 | 四 球 | 敬 遠 | 死 球 | 三 振 | 併 殺 打 | 打 率 | 出 塁 率 | 長 打 率 | O P S |
| --------- | --------- | ----- | ----- | ----- | ----- | ----- | -------- | -------- | -------- | ----- | ----- | ----- | -------- | ----- | ----- | ----- | ----- | ----- | ----- | -------- | ----- | -------- | -------- | ----- |
| 2005      | COL       | 139   | 424   | 378   | 64    | 111   | 15       | 4        | 4        | 146   | 30    | 12    | 3        | 10    | 5     | 28    | 0     | 3     | 83    | 6        | .294  | .343     | .386     | .729  |
| 2006      | COL       | 126   | 443   | 386   | 47    | 103   | 26       | 10       | 2        | 155   | 30    | 10    | 6        | 19    | 5     | 32    | 3     | 1     | 100   | 5        | .267  | .321     | .402     | .723  |
| 2007      | COL       | 72    | 153   | 140   | 19    | 40    | 6        | 1        | 2        | 54    | 14    | 2     | 0        | 1     | 1     | 9     | 1     | 2     | 25    | 5        | .286  | .336     | .386     | .722  |
| 2008      | COL       | 18    | 24    | 23    | 3     | 5     | 0        | 1        | 0        | 7     | 4     | 1     | 0        | 0     | 0     | 0     | 0     | 1     | 5     | 0        | .217  | .250     | .304     | .554  |
| 2009      | NYM       | 64    | 157   | 136   | 17    | 34    | 2        | 5        | 2        | 52    | 15    | 7     | 1        | 0     | 2     | 19    | 1     | 0     | 22    | 5        | .250  | .338     | .382     | .720  |
| 2010      | HOU       | 57    | 71    | 64    | 6     | 12    | 1        | 1        | 0        | 15    | 4     | 0     | 0        | 1     | 0     | 6     | 0     | 0     | 18    | 2        | .188  | .257     | .234     | .492  |
| 通算：6年 | 通算：6年 | 476   | 1272  | 1127  | 156   | 305   | 50       | 22       | 10       | 429   | 97    | 32    | 10       | 31    | 13    | 94    | 5     | 7     | 253   | 23       | .271  | .327     | .381     | .708  |